# Kathleen Hersey
Kathleen Elizabeth Hersey (Athens, 21 de fevereiro de 1990) é uma nadadora norte-americana.
Participou dos Jogos Olímpicos de Verão de 2008, na prova dos 200 metros borboleta, onde foi à final, ficando em oitavo lugar.